# メルニボネのエルリック
メルニボネのエルリック（Elric of Melniboné）は、マイケル・ムアコックが著したファンタジー小説シリーズ『エターナル・チャンピオンシリーズ』に登場する架空の人物。『エルリック・サーガ』の主人公。
デビュー作は「サイエンス・ファンタジー」誌1961年6月号掲載の「夢見る都」。
1万年以上にわたって世界を支配したメルニボネ帝国の最後の皇帝。作中では第428代皇帝エルリック8世という設定である。『エターナル・チャンピオンシリーズ』では、エルリックは「永遠のチャンピオン」の数ある姿のうちの一つとして描かれている。
『エターナル・チャンピオンシリーズ』は東京創元社と早川書房で主人公別のシリーズごとに翻訳されている。
なお、新書館発行の漫画雑誌「ウイングス」に「エルリック・シリーズ」と題して、井辻朱美により先行して翻訳が掲載されていた。
また1987年7月15日、幻想文学会出版局が発行した「季刊 幻想文学」19号に、井辻朱美は「エルリックの夢」と題するトリビュート短編を発表している。物語としては『ストームブリンガー』最終章「悲運の王の死」の冒用に挿しこまれるもので、エルリックがその短い半生を回想している。後にアメリカやフランスで、エルリックやエターナル・チャンピオンに材をとったアンソロジーが何冊も編まれるが、これはその嚆矢となった。

## 人物
メルニボネは、人間に似ているが人間ではない種族メルニボネ人によって治められた旧く強い王国であり、魔法が発達していた。その皇子（皇帝）エルリックは白い髪、白い肌に深紅の瞳を持つアルビノとして生を受けた。生まれつき虚弱であった彼は、魔法や薬品に頼らずには生きられない身体であったが、玉座を狙う従弟イイルクーンを追う冒険の中で、魔剣「ストームブリンガー」を手に入れる。この黒い魔剣は人の魂をすすり、その力をエルリックに与える魔力を持っていた。これによってエルリックは、薬に頼らずに行動する力を手に入れるが、引き替えにこの邪悪な剣に呪縛されてしまい、本人の意思に関わらず、数々の冒険と災厄に自身と周囲の人間を巻き込むことになってしまう。
力を好む同族と異なり、エルリックは文化を愛す温和な人柄であった。アリオッホ（アリオッチ、アリオック）を始めとする混沌の神と法の神の対立の中に巻き込まれていく。“白い狼”、“魂の盗人”、“荒海の狼”、“白面の賊”、“人の魂を飲む剣を持つ地獄の魔術師”、“白面の魔”など様々な異名を持つ。

## 日本語訳

### 早川書房「SFマガジン」誌
- 「夢見る都」"The Dreaming City" 1974年6月号 翻訳：鏡明 イラスト：金森達
- 「死せる神々の書」"While the Gods Laugh" 1974年9月号 翻訳：佐藤正明 イラスト：金森達

### 新書館「ウイングス」誌
- 「夢見る都」"The Dreaming City" 1982年10月1日創刊号(隔月刊) 翻訳：井辻朱美 イラスト：水千透児（みずち とおる）
- 「死せる神々の書」"While the Gods Laugh" 2号・3号分載。翻訳：井辻朱美 イラスト：水千透児
- 「魂を盗むもの」"The Stealer of Souls" 4号・5号分載。翻訳：井辻朱美 イラスト：水千透児
- 「闇の王」"Kings in Darkness" 6号・7号分載。翻訳：井辻朱美 イラスト：水千透児
- 「炎の運び手」"The Flame Bringer" 8号・9号分載。翻訳：井辻朱美 イラスト：水千透児
- 『ストームブリンガー』"Stormbringer" 1984年5月号～1985年8月号まで(10号から月刊化)、13回連載。翻訳：井辻朱美 イラスト：松岡伸

### 早川書房・単行本：旧版
- 『メルニボネの皇子』1984年11月30日 翻訳：安田均 イラスト：天野嘉孝
- 『この世の彼方の海』1984年12月15日 翻訳：井辻朱美 イラスト：天野嘉孝
- 『白き狼の宿命』1985年1月31日 翻訳：井辻朱美 イラスト：天野嘉孝
- 『暁の女王マイシェラ』1985年4月15日 翻訳：井辻朱美 イラスト：天野嘉孝
- 『黒き剣の呪い』1985年5月31日　翻訳：井辻朱美 イラスト：天野嘉孝
- 『ストームブリンガー』1985年8月31日 翻訳：井辻朱美　イラスト：天野嘉孝
- 『真珠の砦』1990年9月15日 翻訳：井辻朱美 イラスト：天野嘉孝
- 『薔薇の復讐』1994年4月30日 翻訳：井辻朱美 イラスト：天野嘉孝

### 早川書房・単行本：新版
- 『メルニボネの皇子』2006年3月15日 翻訳：井辻朱美 イラスト：佐伯経多&新間大悟
- 『この世の彼方の海』2006年5月10日 翻訳：井辻朱美 イラスト：佐伯経多&新間大悟
- 『暁の女王マイシェラ』2006年7月10日 翻訳：井辻朱美 イラスト：佐伯経多&新間大悟
- 『ストームブリンガー』2006年9月10日 翻訳：井辻朱美 イラスト：佐伯経多&新間大悟
- 『夢盗人の娘』2006年11月10日 翻訳：井辻朱美 イラスト：佐伯経多&新間大悟
- 『スクレイリングの樹』2007年1月10日 翻訳：井辻朱美 イラスト：佐伯経多&新間大悟
- 『白き狼の息子』2007年3月10日 翻訳：井辻朱美 イラスト：佐伯経多&新間大悟

### 河出書房新社
- 「翡翠男の眼」"The Jade Man's Eyes"（後にかなり改稿され『この世の彼方の海』に第三部「過去への旅」として組みこまれた）2003年3月10日『不死鳥の剣 剣と魔法の物語傑作選』収録 翻訳：中村融
- 「白き狼の歌」"The White Wolf's Song" 2006年3月31日『文藝別冊 ナルニア国物語』収録 翻訳：中村融

### アトリエサード「ナイトランド・クォータリー」誌
- 「最期の呪縛〜もしくは混沌との戯れ〜」"The Last Enchantment (Jesting with Chaos)" 2021年12月16日 vol.27 翻訳：健部伸明
- 「漆黒の花弁」"Black Petals" 2022年3月18日 vol.28 翻訳：健部伸明
- 「竜の心臓」"The Heart of the Dragon" 2022年3月18日 vol.28（作：ナンシー・A・コリンズの外伝）翻訳：徳岡正肇
- 「彷徨える杜～赤き射手の物語～」"The Roaming Forest"（エルリックの盟友・赤き射手ラッキール番外編）2022年7月10日 vol.29 翻訳：健部伸明
- 「白牙の肖像」"A Portrait in Ivory" 2022年9月23日 vol.30 翻訳：健部伸明
- 「月に遊ぶ鳥たち～稀人らの物語～」"The Birds of the Moon"（エルリックの現代の化身ゼニスが客演）2023年1月21日 vol.31 翻訳：健部伸明
- 「深紅の真珠」"Red Pearls" 2023年5月21日 vol.32／2023年9月7日 vol.33分載（上記「漆黒の花弁」の直接の続編）翻訳：健部伸明
- 「キリンモワールへの道」”The Road to Kirinmoir”（長編『The Citadel of Forgotten Myths』から抜粋）2023年12月25日 vol.34 翻訳：健部伸明
- 「悲運の王の夢」"Dream of a Doomed Lord" 2024年4月17日 vol.35 翻訳：健部伸明
- 「乳白と鮮血の閣下」"Sir Milk-and Blood"（エルリックの現代の化身ゼニスの物語）2024年7月17日 vol.36 翻訳：健部伸明
- 「亡霊戦団〜秘蔵の覆面博労物語〜」"The Ghost Warriors"（エルリックの現代の化身ゼニスの物語）2025年2月27日 vol.38 翻訳：健部伸明
- 「森の民」"The Folk of the Forest" 2025年6月20日 vol.39 翻訳：健部伸明

## エルリックのコミックス
KADOKAWAコミックス〈エルリック・サーガ〉、脚色：ジュリアン・ブロンデル＆ジャン・リュック・カノ、翻訳：井辻朱美
- 第１巻「ルビーの玉座／魔剣ストームブリンガー」"The Ruby Throne/Stormbringer" 2020年8月28日 作画：ディディエ・ポリ、ロビン・レクト、ジャン・バスティッド
- 第２巻「白き狼／夢見る都」"Le Loup Branc/La Cité Qui Réve" 2022年12月22日 作画：ロビン・レクト＆ジュリアン・テロ

## エルリックのボードゲーム
ケイオシアム社がエルリック・サーガの世界をボードゲーム化した。タイトルは『エルリック』（Elric）。この作品はさらに大手のアバロンヒル社で再版され、日本では天野喜孝（旧名・嘉孝）のアートワークに作り直された日本語版がホビージャパン社から1986年に4000円で発売された。ゲーム内容としては新王国の立場で富国強兵し、エルリックを利用してメルニボネに攻め入る地政学マルチである。マップや、出てくるガジェットは、原作におおむね忠実と思われる。天秤のルールがあり、法と混沌がせめぎ合っていることや、一方に傾いてしまうと宇宙が崩壊してしまうこともゲーム化されている。